# おやじの海
「おやじの海」（おやじのうみ）は、村木賢吉が1972年に発売した演歌である。

## 概要
1972年に佐義達雄の作詞作曲、村木の歌唱で、この曲のシングルを500枚自主制作した。それから6年後の1978年ごろに、北海道釧路市で有線放送から人気に火が付き、数か月で全国に広がった。
1979年2月にシングルを再発売、その後翌1980年に掛けて大ヒット、およそ92万枚を売り上げるロングセラー曲となった。
1998年、直島町文化協会から直島町への寄贈でつつじ荘に「おやじの海」の碑が建てられた。

## 収録曲
1. おやじの海
（作詞・作曲：佐義達雄 編曲：南雲一廣）
2. やさぐれ人生
（作詞・作曲：佐義達雄 編曲：南雲一廣）